# FIA GT1-VM 2010
FIA GT1-VM 2010 var den första säsongen av världsmästerskapet för GT1-bilar.

## Delsegrare

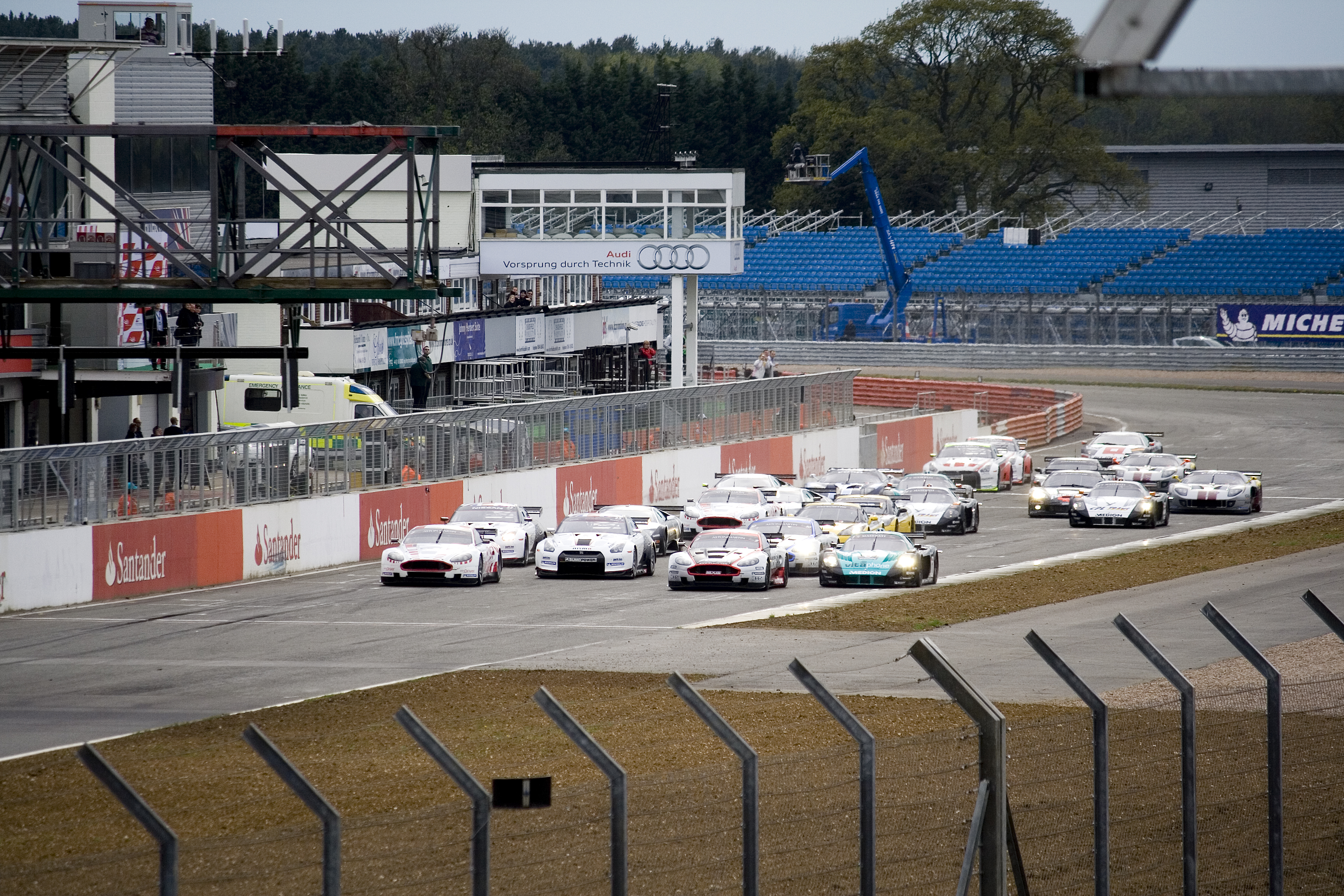
Kvalet till RAC Tourist Trophy 2010.

| Datum        | Bana                           | Kvalseger Team - bil                           | Raceseger Team - bil                     |
| Datum        | Bana                           | Kvalseger Förare                               | Raceseger Förare                         |
| ------------ | ------------------------------ | ---------------------------------------------- | ---------------------------------------- |
| 16 april     | Abu Dhabi                      | Phoenix Racing/Carsport Chevrolet Corvette Z06 | Matech Competition Ford GT               |
| 16 april     | Abu Dhabi                      | Andreas Zuber Marc Hennerici                   | Romain Grosjean Thomas Mutsch            |
| 2 maj        | Silverstone RAC Tourist Trophy | Hexis AMR Aston Martin DBR9                    | Sumo Power GT Nissan GT-R GT1            |
| 2 maj        | Silverstone RAC Tourist Trophy | Thomas Accary Frédéric Makowiecki              | Jamie Campbell-Walter Warren Hughes      |
| 23 maj       | Brno                           | Vitaphone Racing Team Maserati MC12 GT1        | Matech Competition Ford GT               |
| 23 maj       | Brno                           | Andrea Bertolini Michael Bartels               | Thomas Mutsch Romain Grosjean            |
| 4 juli       | Paul Ricard                    | Vitaphone Racing Team Maserati MC12 GT1        | Vitaphone Racing Team Maserati MC12 GT1  |
| 4 juli       | Paul Ricard                    | Andrea Bertolini Michael Bartels               | Andrea Bertolini Michael Bartels         |
| 1 augusti    | Spa-Francorchamps              | Mad-Croc Racing Chevrolet Corvette Z06         | Reiter Lamborghini Murciélago LP670 R-SV |
| 1 augusti    | Spa-Francorchamps              | Xavier Maassen Jos Menten                      | Ricardo Zonta Frank Kechele              |
| 29 augusti   | Nürburgring                    | No. 7 Young Driver AMR Aston Martin DBR9       | No. 7 Young Driver AMR Aston Martin DBR9 |
| 29 augusti   | Nürburgring                    | Tomáš Enge Darren Turner                       | Tomáš Enge Darren Turner                 |
| 19 september | Algarve                        | Sumo Power GT Nissan GT-R GT1                  | Vitaphone Racing Team Maserati MC12 GT1  |
| 19 september | Algarve                        | Peter Dumbreck Michael Krumm                   | Andrea Bertolini Michael Bartels         |
| 24 oktober   | Circuito de Navarra            | Reiter Lamborghini Murciélago LP670 R-SV       | Reiter Lamborghini Murciélago LP670 R-SV |
| 24 oktober   | Circuito de Navarra            | Ricardo Zonta Frank Kechele                    | Ricardo Zonta Frank Kechele              |
| 28 november  | Interlagos                     | No. 7 Young Driver AMR Aston Martin DBR9       | Vitaphone Racing Team Maserati MC12 GT1  |
| 28 november  | Interlagos                     | Tomáš Enge Darren Turner                       | Enrique Bernoldi Alexandre Negrão        |
| 5 december   | San Luis                       | Hexis AMR Aston Martin DBR9                    | Hexis AMR Aston Martin DBR9              |
| 5 december   | San Luis                       | Yann Clairay Frédéric Makowiecki               | Yann Clairay Frédéric Makowiecki         |

## Slutställning
| Pl. | Förare              | Team                      | Bil                    | Poäng |
| --- | ------------------- | ------------------------- | ---------------------- | ----- |
| 1   | Michael Bartels     | Vitaphone Racing Team     | Maserati MC12 GT1      | 138   |
| 1   | Andrea Bertolini    | Vitaphone Racing Team     | Maserati MC12 GT1      | 138   |
| 2   | Thomas Mutsch       | Matech Competition        | Ford GT                | 119   |
| 3   | Frédéric Makowiecki | Hexis AMR                 | Aston Martin DBR9      | 105   |
| 4   | Tomáš Enge          | Young Driver AMR          | Aston Martin DBR9      | 104   |
| 4   | Darren Turner       | Young Driver AMR          | Aston Martin DBR9      | 104   |
| 5   | Marc Hennerici      | Phoenix Racing / Carsport | Chevrolet Corvette Z06 | 99    |